# Naft Al-Wasat Sports Club
Naft Al-Wasat Sports Club (em árabe : نادي نفط الوسط الرياضي , lit.  Midland Oil ) é um clube esportivo iraquiano baseado em Najaf , no Iraque. Seu time de futebol profissional joga na Primeira Liga do Iraque, o principal torneio de futebol iraquiano. O estádio do clube é o Estádio An-Najaf .

## História
Fundado em 2008, Naft Al-Wasat passou três temporadas na Segunda Divisão do Iraque e outras três na Primeira Divisão do Iraque, até serem promovidas da Primeira Divisão do Iraque de 2013-2014 para a Primeira Liga do Iraque . Em sua primeira temporada na Premier League iraquiana, o Naft Al-Wasat se tornou campeão ao conquistar a Premier League do Iraque entre 2014 e 2015 .

## Títulos
Premier League: 2015
 Iraque Divisão Um: 2014